# Титов, Анатолий Михайлович
Анатолий Михайлович Титов (19 сентября 1935, Рязань, РСФСР — 13 октября 2015, Рязань, Российская Федерация) — советский и российский художник, народный художник Российской Федерации (1997).

## Биография
В 1955 г. с отличием окончил Рязанское художественное училище, поступив туда в возрасте 14 лет.
Член Союза художников СССР (1964). Получил известность в 1965 г., когда первым из советских художников он обратился к теме Есенинской поэзии, проведя персональную выставку под названием «На родине Сергея Есенина». Также создал галерею портретов других своих земляков: создателя теоретической космонавтики Константина Циолковского, летчика-космонавта Владимира Аксенова, портретов тружеников села и воинов-защитников Великой Отечественной войны. Другой ключевой темой в творчестве мастера стал рязанский пейзаж.
Работы художника хранятся в Рязанском художественном музее, Государственном Музее-Заповеднике С. А. Есенина.

## Награды и звания
- Народный художник России (1997)[1].
- Заслуженный художник РСФСР (1985).